# 禾梨坳乡
禾梨坳乡，是中华人民共和国湖南省怀化市芷江侗族自治县下辖的一个乡镇级行政单位。

## 行政区划
禾梨坳乡下辖以下地区：
山下冲村、高塘坡村、古冲村、大沙界村、严家屋场村、学堂湾村、杨家桥村和禾梨坳村。